# Haza (szlovák párt)
A Haza (szlovákul Vlasť) egy szlovák politikai párt, amely szélsőjobboldali nézeteket vall. 2011-ben alapították meg, mai nevét 2019 óta viseli.
A párt elindult a 2020-as szlovákiai parlamenti választáson. Listavezetőjük Štefan Harabin korábbi igazságügyi miniszter volt. A párt végül 84 507 szavazatot szerzett (2,93%). 

## Választási eredmények
| Választások | Szavazatok száma | Szavazatok aránya | Mandátumok száma | Mandátumok aránya | Parlamenti szerepe |
| ----------- | ---------------- | ----------------- | ---------------- | ----------------- | ------------------ |
| 2020-as     | 84 507           | 2,93%             | 0                | 0%                | nem jutott be      |